# Peter Thorwarth
Pour les articles homonymes, voir Thorwarth.
Peter Thorwarth, né le 3 juin 1971 à Dortmund (Allemagne), est un réalisateur et scénariste allemand.

## Biographie
Peter Thorwarth grandit à Unna en Rhénanie-du-Nord-Westphalie avec deux frères. Il réalise ses premiers petits films à l'âge de 14 ans. Il fréquente le Ernst-Barlach-Gymnasium à Unna, où il obtient son diplôme d'études secondaires en 1990. Il déménage en Bavière et étudie la médecine dentaire à Munich pendant quelques semestres car il ne pouvait pas remplir les conditions d'admission à l'école de cinéma de cette ville.
Thorwarth vit à Munich. Il est marié à l'actrice Nele Kiper avec laquelle il a deux fils.

### Carrière
En 1992, il étudie le design de la communication à Augsbourg jusqu'à ce qu'il soit finalement accepté comme réalisateur à l'Université de télévision et de cinéma de Munich en 1994. Pendant ses études, il reçoit le Prix de réalisation de Munich et la plaque d'argent au Festival international du film de Chicago en 1997 pour divers courts métrages.
En 2000, le groupe Die Toten Hosen l'engage comme réalisateur pour leur clip pour la chanson Bayern. En 2002, il tourne le clip Kein Alkohol ist auch keine Lösung pour le groupe, qui reçoit le prix Comet de la meilleure vidéo nationale. Son deuxième long métrage Was nicht passt, wird passend gemacht reçoit le prix Jupiter du meilleur film allemand la même année.
Thorwarth a co-écrit les longs métrages Goldene Zeiten (2006) et La Vague (2008). Son long métrage Blood Red Sky, sorti en 2021, est considéré comme l'une des productions allemandes les plus réussies.

## Filmographie partielle

### Au cinéma
- 1999 : Bang Boom Bang (réalisateur et scénario)
- 2006 : Goldene Zeiten (réalisateur et scénario)
- 2008 : La Vague (scénario)
- 2021 : Blood Red Sky (réalisateur et scénario)
- 2023 : Blood and Gold (réalisateur)

### Vidéos musicales
- 1999 :  Time of my life, H-Blockx
- 2000 :  Bayern, Die Toten Hosen
- 2001 :  Summer, Beatsteaks
- 2002 :  Kein Alkohol ist auch keine Lösung, Die Toten Hosen
- 2003 :  Zur Erinnerung, Ferris MC
- 2006 :  The One, Martin Jondo